# Чемпионат России по боевому самбо 2004

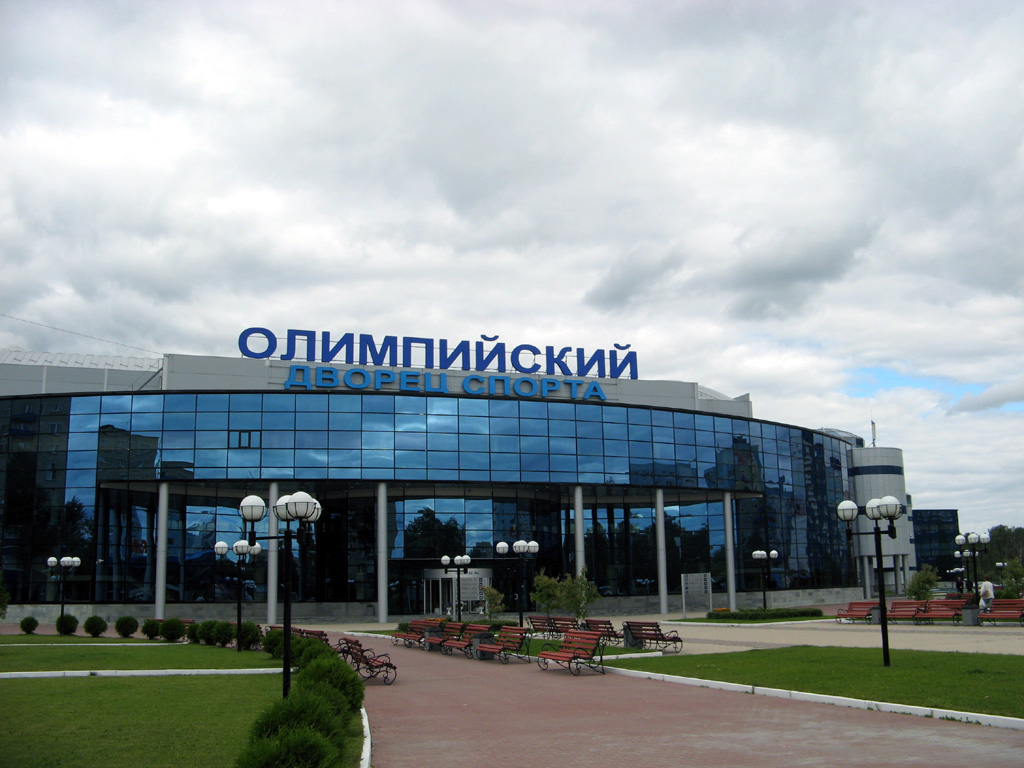
Дворец спорта «Олимпийский», в котором проходили соревнования

Чемпионат России по боевому самбо 2004 года прошёл в городе Чехов 24 апреля во Дворце спорта «Олимпийский».

## Медалисты
| Весовая категория | Золото                            | Серебро                              | Бронза                                  |
| ----------------- | --------------------------------- | ------------------------------------ | --------------------------------------- |
| до 57 кг          | Роман Дрожжин Московская область  | Михаил Бакин Москва                  | Андроник Ашугян Ростов-на-Дону          |
| до 62 кг          | Михаил Мирошкин Рязанская область | Сергей Камилов Карелия               | Амир Шамхалов Санкт-Петербург           |
| до 68 кг          | Игорь Исайкин Московская область  | Юрий Ивлев Ростов-на-Дону            | Ахмед Мусаев Москва                     |
| до 74 кг          | Гела Беридзе Рязанская область    | Андрей Моторкин Брянская область     | Октай Эфендиев Республика Коми          |
| до 82 кг          | Сергей Серёгин Рязанская область  | Андрей Семёнов Санкт-Петербург       | Ансар Чалантов Ростов-на-Дону           |
| до 90 кг          | Алексей Олейник Москва            | Алексей Веселовзоров Санкт-Петербург | Руслан Абдулхалимов Дагестан            |
| свыше 90 кг       | Ибрагим Магомедов Дагестан        | Армен Арустамов Москва               | Сергей Краснощёков Новгородская область |

## Командный зачёт
1. Москва;
2. Рязанская область;
3. Московская область,  Санкт-Петербург.